# Текелијанум
Текелијанум (мађ. Tökölyanum) је задужбина коју је основао Сава Текелија 1838. године у Пешти, са циљем да се у њој школују сиромашни и најбољи српски ђаци и студенти из свих крајева где су живели Срби.

## Историјат
После првог формираног позоришта, 1812. године, и Матице српске, 1826. године, Текелијанум је трећа званична најважнија установа Срба у Угарској. Почетни фонд Текелијанума био је изузетан - састојао се од сто хиљада форинти, две куће у Пешти, три дворца у Араду и 28 јутара земље.
Чинили су је Дом српских студената и Фонд за издржавање Текелијанума. Намера Саве Текелије је била да се у овој културно-образовној установи српским ђацима омогући школовање и универзитетско образовање. Задужбина им је обезбеђивала смештај, исхрану и стипендију.
Текелијанум је временом постао главно стециште интелектуалних снага српског народа, које су доприносиле његовом културном и цивилизацијском напретку. С разлогом је називан „Српским Пантеоном“. Задужбина је помагала и омогућила израстање значајне плејаде српских интелектуалаца, која је убрзала прелаз свог народа из средњег у модерни век. У згради Текелијанума била је смештена и Матица српска, све до пресељења у Нови Сад 1864. године. Матица српска је, иначе, управљала Текелијанумом од његовог оснивања до 1878. године, када су је власти приморале да управу уступи Српској православној црквеној општини у Пешти. Претила је опасност да Текелијанум буде продат, али је решење нађено 1889. године. Радило се о томе да је град Будимпешта хтео да прошири своју зграду Магистрата, а притом му је сметало српско здање у суседству. Мађари су одустали од куповине само због великих трошкова подухвата. Од 1902. године о Текелијиној задужбини старао се Српски народно-црквени саборски одбор, који је њоме управљао као посебном фондацијом. Духовни надзор, укључујући и избор питомаца, припао је посебно именованом телу, званом Патронат. Одлуком Патроната старо здање зграде је, због дотрајалости, порушено 1906. године, а камен темељац новог Текелијанума постављен је 10. новембра 1907. Ново велелепно здање подигнуто је и усељено 1909. године. У том раздобљу, у А крилу зграде налазио се интернат за српске ђаке, а у Б крилу станови за издавање, од чије се кирије интернат издржавао. Ова зграда се налази у данашњој улици Veres Pálné utca бр. 17-19. Од 1909. до 1913. године, питомац Текелијанума био је и идејни творац хидросистема Дунав—Тиса—Дунав, Никола Мирков, који је у то време био студент Техничког факултета у Будимпешти.
Између два светска рата број питомаца у Текелијануму је опао, јер су задужбинска добра, а нарочито готовина којом је фонд располагао, веома смањена (потрошена), услед инфлације и замене новца. Део зграде морао се издавати под кирију да би се Задужбина одржала. Крајем 1940. помиње се "сеоб[а] Текелијанума из Будимпеште у Југославију", вероватно у вези са Споразумом о пријатељству Југославије и Мађарске. У периоду 1941-1944 задужбина се постепено опоравља. У њему је тада било више од тридесет питомаца, од којих је половина примала, истина, скромне стипендије.
Време после Другог светског рата нанело је најтежи, безмало фаталан ударац Текелијином заводу. Године 1952. зграда Текелијанума је национализована и Задужбина је привремено престала да постоји.
Мађарске државне власти су 1996. вратиле половину зграде Будимској епархији Српске православне цркве. То је омогућило да Задужбина Саве Текелије обнови свој рад и да се отвори нада да ће се Текелијанум вратити својој племенитој улози - да буде један од значајних културних, духовних и образовних средишта (центара) српског народа.

## ПитомциТекелијанума
Импозантан је број питомаца који су прошли кроз Текелијанум. Од 1838. до 1914. године у њему је боравило и школовало се око 350 ученика и студената. У Текелијануму је неко време становао Никола Тесла, као и песник Лаза Костић, који је помогао текелијанцима да оснују своје културно друштво Преодницу (1860), које је било активно све до 1876. године. Идејни зачетник Преоднице био је млади текелијанац Коста Руварац. Касније је основано ново књижевно и потпорно друштво (1880), названо Коло младих Срба.

## УправнициТекелијанума
Дугогодишњи надзорник Текелијанума био је Стеван В. Поповић који је ову дужност обављао више од три деценије између 1882. и 1918. године. Управник Текелијанума је једно време (1863-1869) био и наш песник Јован Јовановић Змај који је тада завршавао студије медицине.

## Галерија
- Украси на згради Текелијанум из 1838. године
- Текелијанум, 1907. година
- Стара зграда Текелијанума
- Повеља Текелијанума
- Коста Руварац (1837-1864), писац и књижевни критичар и идејни зачетник културног друштва Преодница